# Abu-Bakr ibn Hud
Abu-Bakr ibn Hud fou emir de Múrsiya i alcaid de Xàtiva.
El seu pare Muhàmmad ibn Hud morí el 1239 i ell el va succeir com a alcaid de Xàtiva. El seu govern fou derrocat per Aziz ibn Khattab, un destacat membre de la cort, que va durar un any. Abu-Bakr va donar suport a Zayyan ibn Mardanix, que va fer un breu intent de prendre el control del regne de Múrcia, que, un cop perduda Balànsiya, controlava Alzira i Dàniya amb el suport de Tunis i mantenia treves amb el conqueridor. El seu govern va durar dos mesos, i el va deposar Ibn Hud al-Dawla, que acabaria lliurant el regne a la Corona de Castella.
El maig del 1244, per donar per acabat el Setge de Xàtiva lliurà el Castell Menor a Jaume I el Conqueridor, rebent, a canvi, Vallada i Montesa, però durant la primera revolta mudèjar, encapçalada per al-Azraq, el 1244 els rebels van prendre la ciutat. El 1246, lliurà als cristians el Castell Major, mentre el rei permetia que els habitants islàmics conservaren llurs possessions. El 1248, a conseqüència de la Segona revolta mudèjar, encapçalada novament per al-Azraq a la Vall de Gallinera, Pego i Serra, Jaume I expulsà els musulmans fora de la ciutat, tot i permetre que s'establiren a la moreria de Xàtiva, i Abu-Bakr es va traslladar a Montesa.